# Flora Danica

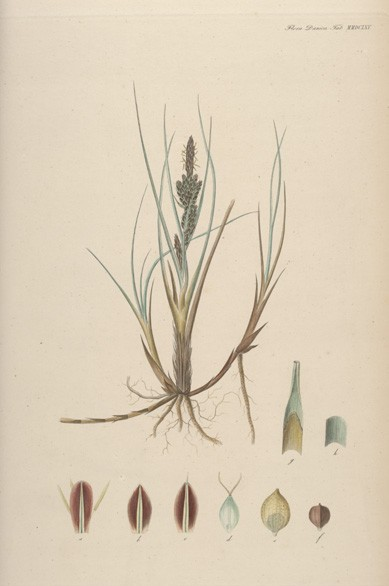
Aus der Flora Danica, Fasz. 45, Tafel 2665

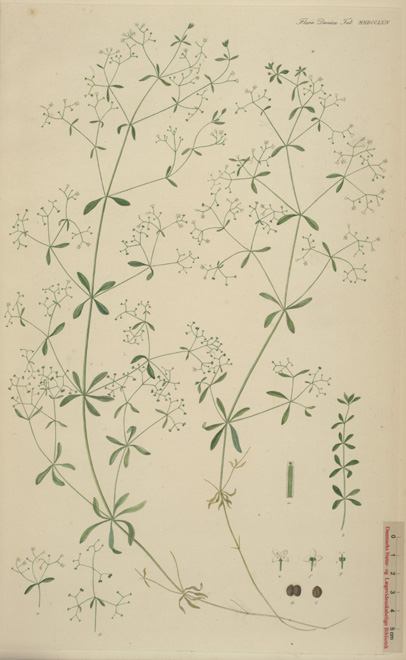
Aus der Flora Danica, Fasz. 47, Tafel 2764

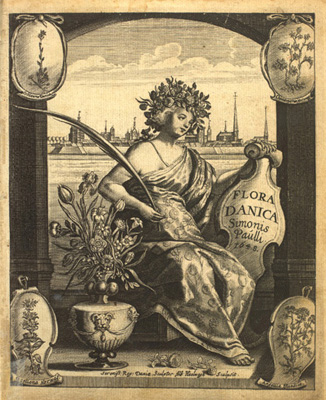
Titelblatt von Simon Paulis Flora Danica von 1648

Flora Danica (lat. „Dänische Pflanzenwelt“) ist der Name eines 1753 von Georg Christian Oeder begonnenen botanischen Tafelwerks, dessen Fertigstellung bis 1883 dauerte. Darauf basierend entstand bis 1802 das gleichnamige Porzellanservice von Königlich Kopenhagen.

## Vorgeschichte
Schon 1648 war ein Buch dieses Namens publiziert worden. Der Botaniker und Leibarzt Christians IV. Simon Pauli hatte auf Anordnung seines Königs darin nach Art eines Herbariums die in Dänemark heimischen Heilkräuter und medizinisch wirksamen Pflanzen beschrieben.

## Tafelwerk
Als ein Produkt der Aufklärung sollte 100 Jahre später ein enzyklopädischer botanischer Atlas nun die gesamte Flora des dänischen Staates im 18. Jahrhundert, also der Königreiche Dänemark und Norwegen (mit Island), der Herzogtümer Schleswig und Holstein sowie der Grafschaften Oldenburg und Delmenhorst, auf Tafeln im Folio-Format zeigen.

### Entstehungsgeschichte
Das Projekt wurde 1753 von Georg Christian Oeder, dem königlichen Professor und Direktor des Botanischen Gartens in Kopenhagen, begonnen. 1761 erschien das erste Heft, ebenso eine Werbeschrift in drei Fassungen (Dänisch, Deutsch und Latein) mit einem Probedruck der Tafel 1, die die Moltebeere (Rubus chamaemorus L.) zeigte. Die Wahl dieser Pflanze zeigte, dass es dem Herausgeber und seinem königlichen Geldgeber bei der Ausgabe des Tafelwerks auch um die wirtschaftliche und medizinische Nutzbarkeit der dargestellten Pflanzen ging.
Bis zu Oeders Versetzung nach Oldenburg 1771 erschienen zehn Hefte mit insgesamt 600 Tafeln, die von dem Nürnberger Kupferstecher Michael Rößler (1705–1777) und seinem Sohn Martin (1727–1782) als Zeichner gestaltet wurden. Beide siedelten zu diesem Zwecke 1755 bis an ihr Lebensende nach Kopenhagen um, wo Michael Rößler Hofkupferstecher wurde. Ihre Illustrationen gelten nicht nur als die besten der Flora Danica, sondern auch als maßstabgebend in der Geschichte der Botanik. Spätere Illustratoren waren Christian F. Mueller (1748–1814), der Bruder des Herausgebers Otto Friedrich Müller, für die Hefte 12–21, sowie Johann Theodor Bayer (1782–1873), der für die Hefte 22–46 etwa 1500 Kupferstiche schuf.
Oeder schrieb zwischen 1764 und 1766 eine zweibändige Einleitung: Elementa botanicae. 1769 veröffentlichte er einen Namensschlüssel (Nomenclator), der neben den gebräuchlichen Namen auf Französisch, Englisch, Deutsch, Schwedisch und Dänisch auch eine Vernetzung mit dem Linnéschen System bot. Die geplanten weiteren Kommentarbände wurden jedoch nie fertig.
Nach Oeders Weggang wurde Otto Friedrich Müller mit der Herausgabe des Werks betraut. Zu den späteren Herausgebern gehörten Martin Vahl und Jens Wilken Hornemann. Insgesamt gab es sechs Herausgeber unter fünf aufeinander folgenden dänischen Königen.
Das Tafelwerk wurde erst 122 Jahre nach Erscheinen des ersten Heftes im Jahr 1883 vollendet. Die vollständige Ausgabe umfasst 51 Faszikeln und drei Anhangshefte in 18 Bänden. Sie enthält insgesamt 366 Seiten Text und 3.240 Kupferstiche.

### Ausgaben
Das Werk erschien bis zum 15. Band (1861) in drei parallelen Ausgaben: Dänisch, Deutsch und Latein, die Bände 16 und 17 erschienen nur noch auf Dänisch und Latein. Jeder Band enthält 3 Faszikel mit je 60 Tafeln. Die Faszikeln wurden dem Besteller ungebunden geliefert; er konnte sie sich nach seinen Bedürfnissen zusammenstellen: systematisch (jedes Heft enthielt niedere bis höhere Pflanzen) oder geographisch. Das Werk konnte in zwei Varianten bezogen werden: einer einfachen mit unkolorierten Tafeln oder einer, in denen die Kupferstiche handkoloriert waren. Es existieren mehrere Nachdrucke früher Hefte.
- Abbildungen der Pflanzen, welche in den Königreichen Dännemark und Norwegen, in den Herzogthümern Schleßwig und Holstein, und in den Grafschaften Oldenburg und Delmenhorst wild wachsen: zu Erläuterung des unter dem Titel FLORA DANICA, auf Königl. Befehl veranstalteten Werkes von diesen Pflanzen
- Icones Plantarum Sponte Nascentium In Regnis Daniæ et Norvegiæ, In Ducatibus Slesvici Et Holsatiæ, Et In Oldenburgi Et Delmenhorstiæ: Ad illustrandum opus de iisdem Plantis, Regio jussu exarandum, Floræ Danicæ Nomine Inscriptum
- Aftegninger paa de Planter, som voxe vildt i Kongerigerne Danmark og Norge, i Hertugdommene Slesvig og Holsteen, og i Grevskaberne Oldenborg og Delmenhorst til at oplyse det under Titel Flora Danica paa Kongelig Befaling foranstaltede Verk over disse Planter
  - Band I, 1.–3. Heft, Tafel 1–180. Hrsg. Georg Christian Oeder. 1761–1766
  - Band II–III, 4.–9. Heft, Tafel 181–540. Hrsg. Georg Christian Oeder. 1766–70
  - Band IV–V, 10.–15. Heft, Tafel 541–900. Hrsg. Otto Friedrich Müller. 1771–82
  - Band VI–VII, 16.–21. Heft, Tafel 901–1260. Hrsg. Martin Vahl. – 1792–99
  - Band VIII–XIII, 22.–39. Heft, Tafel 1261–2340. Hrsg. Jens Wilken Hornemann. 1810–40
  - Band XIV, Heft 40–42, Tafel 2341–2520. Hrsg. Frederik Michael Liebmann. 1845–1853
  - Band XV, Heft 43–45, Tafel 2521–2700. Hrsg. F.M. Liebmann und Johan Martin Christian Lange. 1861
  - Band XVI–XVII, Heft 46–51, Tafel 1701–3060. Hrsg. Joh. Lange. – 1871–83
  - Supplement-Band: Heft 1–3, Tafel 1–180. Hrsg. F.M. Liebmann und Joh. Lange. 1874

Mit den territorialen Veränderungen des Königreiches variiert auch das wissenschaftliche Sammlungsgebiet der jeweils neu erschienenen Bände.
Zugehörig:
- Programma de opere Flora danica dicta./Nachricht von der Ausgabe eines Werkes, Flora Danica genannt, mit einer Probe-Platte von der Pflanze: Rubus Chamæmorus. Kopenhagen: Philibert 1761
- Elementa botanicae./ Einleitung zu der Kräuterkenntniss. 2 Teilbände in 1 Band. Kopenhagen: Philibert 1764–66. Mit 14 Kupfertafeln
- Nomenclator botanicus zum Gebrauche bey der Flora Danica. Kopenhagen: Heineck und Faber, 1769
- Enumeratio plantarum florae danicae./Verzeichniss zur Flora Danica gehörigen, in den Königreichen Dännemark und Norwegen, in den Herzogthümern Schleswig und Holstein, und in den Grafschaften Oldenburg und Delmenhorst wildwachsenden Kräuter. Kopenhagen 1770

Neuauflagen des Nomenclator und Indices erschienen 1827 (J.W. Hornemann) und 1887 (Joh. Lange).

## Porzellan

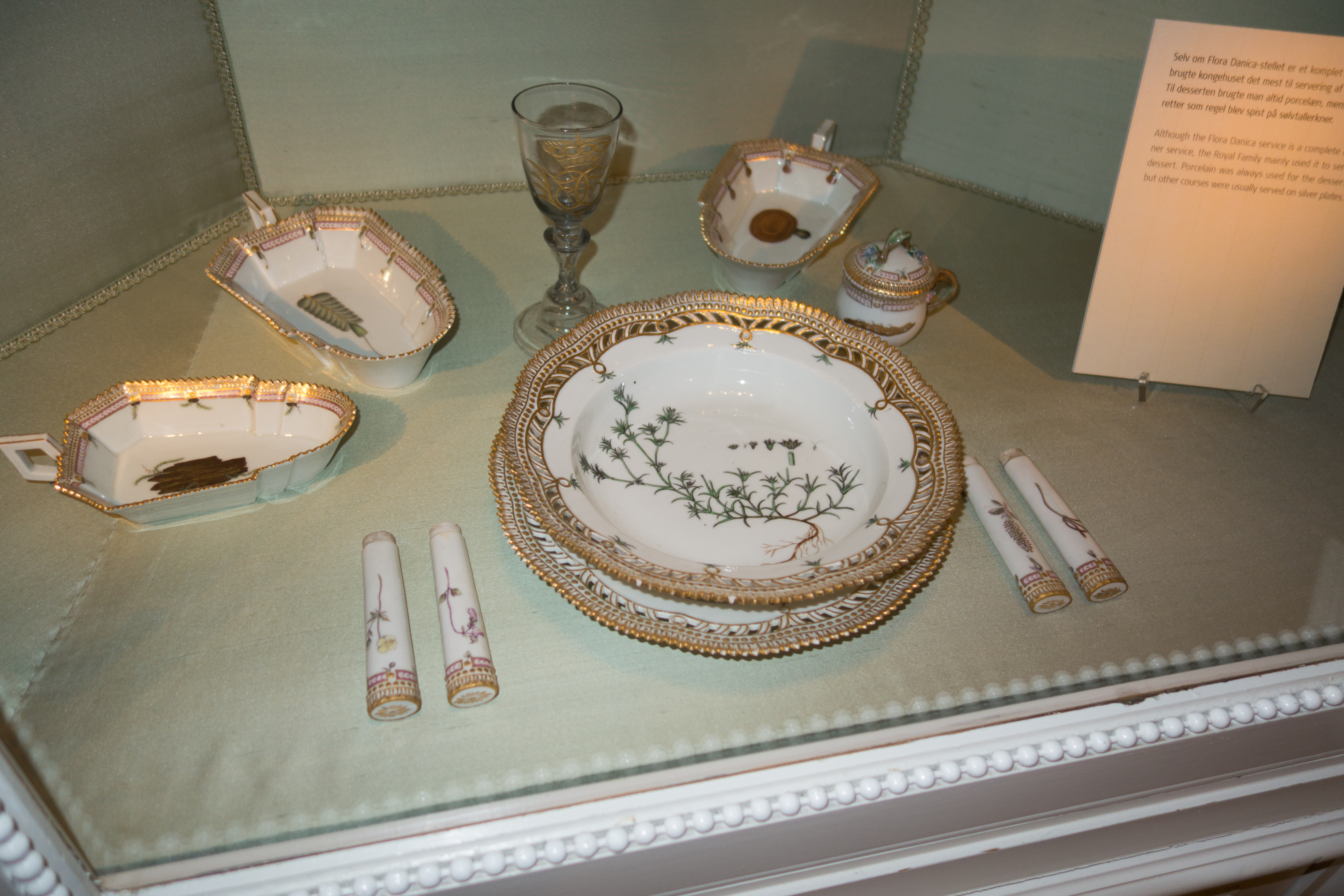
Flora Danica Service, Schloss Christiansborg

1790 bestellte der dänische Kronprinz und spätere König Friedrich VI. ein Speiseservice mit den Motiven der Flora Danica bei der Königlichen Porzellanmanufaktur Kopenhagen. Das Service sollte ein Geschenk für die russische Zarin Katharina die Große werden. Ihr Tod im Jahre 1796 verhinderte jedoch die Auslieferung. Friedrich erhielt das Service Ende 1802; es wurde am 29. Januar 1803 erstmals für sein Geburtstagsbankett benutzt. Die Herstellung des Service wurde für die als Porzellanmaler tätigen Künstler wie den aus Nürnberg stammenden Maler Johann Christoph Bayer (1738–1812) und seinen Sohn Johann Theodor (1782–1873) zur Lebensaufgabe. Von den ursprünglich 1802 Einzelteilen sind noch etwa 1500 erhalten, von denen die meisten noch heute bei Staatsbanketten im Schloss Christiansborg verwendet werden. Teile sind in den Schlössern Rosenborg und Amalienborg ausgestellt. Es wird bis heute von Königlich Kopenhagen  hergestellt und im Handel vertrieben.
Als 1863 Prinzessin Alexandra, die Tochter von Christian IX., den Prince of Wales und späteren britischen König Eduard VII. heiratete, erhielt sie vom dänischen Volk eine Neuauflage des Services als Hochzeitsgeschenk. Dieses Service, das in manchem vom Original abwich, befindet sich heute in der königlichen Sammlung in Windsor Castle. Diese Auflage rief besonderes Interesse hervor, so dass sich die Porzellanmanufaktur entschloss, das Muster in ihren Katalog aufzunehmen.
Zuletzt erhielt Prinzessin Mary von Dänemark 2004 zur Hochzeit mit dem Kronprinzen und Thronfolger Frederik von Dänemark ein komplettes Service als Volksgabe, das ebenfalls – nach einem eigenhändigen Entwurf von Königin Margrethe II. – in der Gestaltung modifiziert ist.
Flora Danica gilt heute als eines der teuersten und exklusivsten Porzellandekore. Das Gesamtwerk Flora Danica wurde 2006 in den Kulturkanon des dänischen Kulturministeriums aufgenommen.

### Zum Tafelwerk
- Ursula Baumann: Die Flora Danica. In: Ulf Andersen (Hrsg.): 250 Jahre Christianeum 1738–1988. Band II: Kostbarkeiten der Bibliothek. Hamburg, 1988
- Günther Buchheim: A bibliographical account of Icones plantarum sponte nascentium in regnis Daniae et Norvegiae better known as Flora Danica. In: Huntia 3 (1979), Heft 3, S. 161–178
- Claus Nissen: Die botanische Buchillustration: Ihre Geschichte und Bibliographie. Stuttgart: Hiersemann: 1951.

### Zum Porzellan
- Das Flora-Danica-Service 1790–1802: Höhepunkt der botanischen Porzellanmalerei. Ausstellungskatalog. Kopenhagen: Kongelige Sølvkammer; Potsdam: Stiftung Preußische Schlösser und Gärten Berlin-Brandenburg 1999, ISBN 87-983777-3-6